# Tunstead
Tunstead is een civil parish in het bestuurlijke gebied North Norfolk, in het Engelse graafschap Norfolk met 744 inwoners.